# Barreiro
Barreiro [bɐˈʁɐiɾu] ist eine Stadt (Cidade) und ein Kreis (Concelho) in Portugal. In der Industriestadt leben 79.042 Einwohner (Stand 30. Juni 2011).
Am 29. September 2013 wurden die Gemeinden Barreiro und Lavradio zur neuen Gemeinde União das Freguesias de Barreiro e Lavradio zusammengeschlossen. Barreiro ist Sitz dieser neu gebildeten Gemeinde.

## Geschichte
Vermutlich siedelten hier zunächst Fischer von der Algarve. Nach der Reconquista wurde der Ort durch den Orden des heiligen Jakob vom Schwert neu gegründet. Zusätzlich zur Fischerei wurden nun Salzgewinnung und Landwirtschaft betrieben. 1521 wurde der Ort zur Vila erhoben. Mit Ankunft der Eisenbahn 1861 und der Industriebetriebe der Companhia União Fabril ab 1896 setzte in Barreiro ein deutliches Wachstum ein. 1984 wurde der Ort zur Stadt (Cidade) erhoben.

## Kultur
Mit dem OUT.FEST findet hier regelmäßig ein Festival alternativer Rockmusik statt. Vom 8. bis zum 12. Oktober 2013 fand die zehnte Ausgabe statt, Gäste waren u. a. The Fall, Rhodri Davies und Lee Gamble.

## Verwaltung

### Kreis
| Wappen der Stadt Barreiro | Barreiro ist Sitz eines gleichnamigen Kreises (Concelho) im Distrikt Setúbal. Am 30. Juni 2011 hatte der Kreis 7507 Einwohner auf einer Fläche von 36,4 km². Die Nachbarkreise sind (im Uhrzeigersinn im Norden beginnend): Moita, Palmela, Setúbal, Sesimbra, Seixal sowie Lissabon (durch das Delta des Tejo getrennt). |

Mit der Gebietsreform im September 2013 wurden mehrere Gemeinden zu neuen Gemeinden zusammengefasst, sodass sich die Zahl der Gemeinden von zuvor acht auf vier verringerte.
Die folgenden Gemeinden (Freguesias) liegen im Kreis Barreiro:

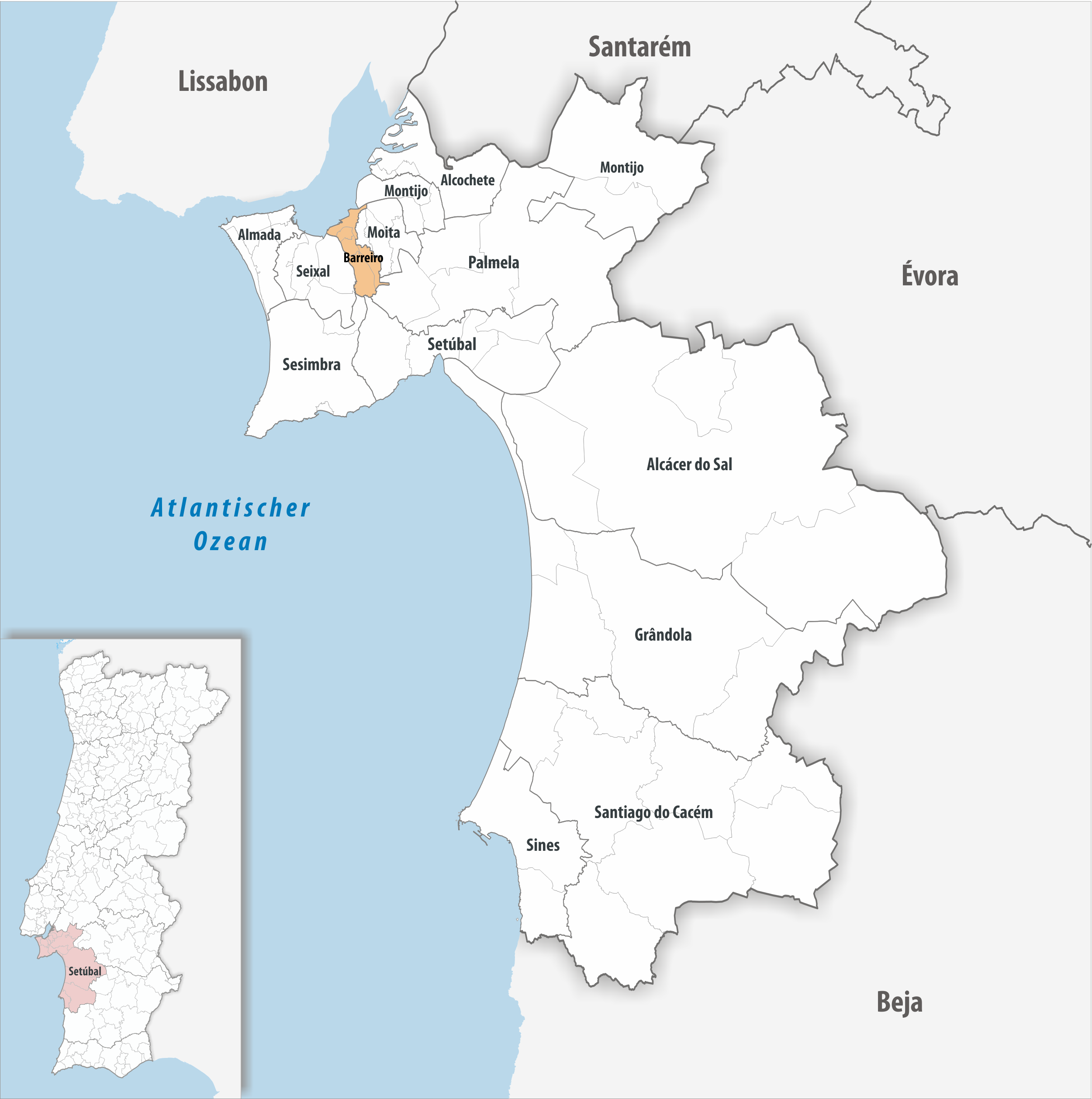
Kreis Barreiro

| Gemeinde                                    | Einwohner (2021) | Fläche km² | Dichte Einw./km² | LAU- Code |
| ------------------------------------------- | ---------------- | ---------- | ---------------- | --------- |
| Alto do Seixalinho, Santo André e Verderena | 41.296           | 7,18       | 5.752            | 150409    |
| Barreiro e Lavradio                         | 21.813           | 7,74       | 2.820            | 150410    |
| Palhais e Coina                             | 3.642            | 13,78      | 264              | 150411    |
| Santo António da Charneca                   | 11.594           | 7,70       | 1.506            | 150407    |
| Kreis Barreiro                              | 78.345           | 36,40      | 2.152            | 1504      |

### Bevölkerungsentwicklung
| Einwohnerzahl im Kreis Barreiro (1801–2011) | Einwohnerzahl im Kreis Barreiro (1801–2011) | Einwohnerzahl im Kreis Barreiro (1801–2011) | Einwohnerzahl im Kreis Barreiro (1801–2011) | Einwohnerzahl im Kreis Barreiro (1801–2011) | Einwohnerzahl im Kreis Barreiro (1801–2011) | Einwohnerzahl im Kreis Barreiro (1801–2011) | Einwohnerzahl im Kreis Barreiro (1801–2011) | Einwohnerzahl im Kreis Barreiro (1801–2011) | Einwohnerzahl im Kreis Barreiro (1801–2011) | Einwohnerzahl im Kreis Barreiro (1801–2011) |
| ------------------------------------------- | ------------------------------------------- | ------------------------------------------- | ------------------------------------------- | ------------------------------------------- | ------------------------------------------- | ------------------------------------------- | ------------------------------------------- | ------------------------------------------- | ------------------------------------------- | ------------------------------------------- |
| Jahr                                        | 1801                                        | 1849                                        | 1900                                        | 1930                                        | 1960                                        | 1981                                        | 1991                                        | 2001                                        | 2011                                        |                                             |
| Einwohner                                   | 2425                                        | 3384                                        | 7738                                        | 21.030                                      | 35.088                                      | 88.052                                      | 85.768                                      | 79.012                                      | 78.764                                      |                                             |

### Kommunaler Feiertag
- 28. Juni

### Städtepartnerschaften
- Bulgarien: Stara Sagora (seit 1976)
- Polen: Łódź (seit 1996)[8]

## Söhne und Töchter der Stadt
- Henrique Galvão (1895–1970), Militär und Autor, Oppositioneller, Hauptakteur der Santa-Maria-Affäre
- Augusto Cabrita (1923–1993), Fotograf und Regisseur
- Fernando Farinha (1928–1988), Fado-Sänger
- José Augusto (* 1937), Fußballspieler
- Joaquim Carvalho (1937–2022), Fußballspieler
- Adolfo Calisto (1944–2024), Fußballspieler
- Fernando Chalana (1959–2022), Fußballspieler
- Eduardo Cabrita (* 1961), Jurist und Politiker
- Ana Isabel Oliveira (* 1963), Leichtathletin
- Bruno Castanheira (1977–2014), Radrennfahrer
- Hugo Cunha (1977–2005), Fußballspieler
- João Albuquerque (* 1986), sozialistischer Politiker
- Liliana Cá (* 1986), Diskuswerferin
- João Cancelo (* 1994), Fußballspieler
- Bruno Martins Indi (* 1992), Fußballspieler
- Eduardo Quaresma (* 2002), Fußballspieler

Der ehemalige Fußball-Nationaltorwart Manuel Bento starb hier 2007.